# 星のカービィ キラキラ★プププワールド
『星のカービィ キラキラ★プププワールド』（ほしのカービィ キラキラプププワールド）は、『星のカービィ』シリーズを題材とした南条アキマサによる4コマ漫画。現在『キャラぱふぇ』で連載されている。

## 概要
『キャラぱふぇ』2014年3-4月号から連載が開始された。当初のタイトルは『星のカービィ 〜トリプルデラックス編〜』で、『星のカービィ トリプルデラックス』を題材にしていた。その後『タッチ!カービィ スーパーレインボー』の発売に合わせて2015年3-4月号より『星のカービィ 〜スーパーレインボー編〜』が開始され、同年11-12月号より現在の題名『星のカービィ キラキラ★プププワールド』に改題された。
1巻では「ゲームオリジナルキャラクター（ゲームが原作）としてエリーヌと秘書スージーが登場する」という矛盾する紹介があったが、2巻以降からはそれを指摘された為か、コメントは削除されている。
絵柄が非常に愛らしく、登場キャラクターのほとんどは、頬にピンクのチークが描かれているのが特徴。秘書スージーや、三魔官シスターズ、アドレーヌやリボンといった女の子キャラクターが非常に可愛らしく描かれている。
ギャグの面白さより、キャラクター達の可愛らしさや、彼らのほのぼのとしたやり取りや日常を重視している作品である。

## 登場キャラクター
カービィ
本作の主人公。素直で純粋無垢でお人好しで、敵であれ誰とでも仲良くなれる性格。食いしん坊で、食べ物に関しては強い執着を見せる。
ワドルディ
カービィの友達。いつもカービィのお人好しさと、食いしん坊さに振り回されている。1巻は基本的にゲストを除くと、カービィと彼しか登場しない。
デデデ大王
2巻から登場（1巻の描き下ろし除く）。プププランドの大王で、食いしん坊な性格。頬にチークがあり、非常に愛らしく描かれている。
メタナイト
プププランドの剣士。1巻ではスージーに改造されて、メタナイトボーグにされていた。他のキャラクターと異なり、頬にチークは描かれていない。
秘書スージー
『ロボボプラネット』編で登場する、ハルトマンワークスカンパニーの女性秘書。乙女チックな性格で、侵略の邪魔になるカービィを倒そうとするが、カービィのマイペースさに翻弄され、いつもうまく行かない。原作ではカービィを「ピンクのゲンジュウミン」と呼ぶが、本作では「カービィ」と名前で呼んでいる。アイスが好き。

## 主なゲストキャラクター
エリーヌ
『タッチ! カービィ スーパーレインボー』編に登場する妖精の女の子。
クレイシア
『タッチ! カービィ スーパーレインボー』編に登場。エリーヌの友達。
ロボボアーマー
『ロボボプラネット』編に登場。
プレジデント・ハルトマン
『ロボボプラネット』編に登場。原作と異なり、生存している。
三魔官シスターズ
『スターアライズ』編に登場。性格は原作とほぼ同じだが、三人とも原作より女の子らしい性格になっている。また、原作同様フラン・ルージュはフラン・キッスに異常な執着を見せる。
ハイネス
2巻の中表紙絵でのみ登場。素顔を晒している。
リック＆カイン＆クー
『スターアライズ』編に登場。カービィの友達三人組。リックとクーは頬にチークが描かれている。
アドレーヌ＆リボン
『スターアライズ』編に登場。アドレーヌは原作の一人称は「あたし」でカービィを「カーくん」と呼ぶが、本作では「私」で、カービィを呼び捨てにする設定に変更されている。
フラッフ
『毛糸のカービィプラス』編に登場。
三色カービィ（黄色、青、緑）
『スーパーカービィハンターズ』編に登場。性格はオリジナルとほぼ同じ。
マホロア
2巻の描き下ろし4コマ、『スターアライズ』編などに登場。原作と異なり悪人ではなく、「カービィの純粋な友達」という設定になっている。
マルク
2巻の描き下ろし4コマ、中表紙絵に登場。マホロア同様、原作と異なり悪人ではなく、「カービィの純粋な友達」という設定である。
タランザ
2巻の描き下ろし4コマ、中表紙絵に登場。原作で彼が登場する『トリプルデラックス』編は、当時はまだカービィとワドルディしかメインで登場しなかったので、未登場である。
ウィスピーウッズ
ウィスピーボーグ

## 単行本
- 星のカービィ キラキラ★プププワールド（2017年3月15日発売 ISBN 9784048928052） - 改題前の「トリプルデラックス編」と「スーパーレインボー編」の作品も収録されている。
- 星のカービィ キラキラ★プププワールドDX（2020年3月14日発売 ISBN 9784049129472）